# Danielle Godderies-T'Jonck
Danielle Godderies-T'Jonck, née le 18 mars 1955 à Ostende est une femme politique belge flamande, membre de la N-VA.
Elle est infirmière agrégée.

## Fonctions politiques
- 1999-2007 : conseillère CPAS à Alveringem
- 2003-2007 : conseillère communale à Alveringem
- députée au Parlement flamand :
  - depuis le 7 juin 2009
- sénatrice fédérale:
  - depuis le 11 janvier 2019